# Національна гвардія Латвії
Національна гвардія Латвії (латис. Latvijas Republikas Zemessardze, ZS) — частина національних збройних сил Латвії. Є основним сухопутним компонентом, який складається з добровольців, які виконують традиційні обов'язки національної гвардії, такі, як реагування на загрози та підтримка військових операцій. Включає штаб та 4 бригади (колишні — регіони, або муніципалітети), які поділені на 18 батальйонів. Національна гвардія продовжила розбудову своєї структури після приєднання Латвії до НАТО.

## Історія

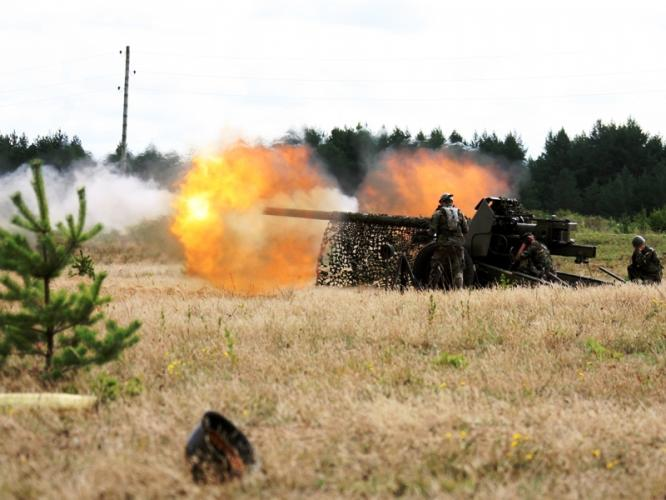
Ведення артилерійського вогню підрозділами Національної гвардії

Національна гвардія була створена 23 серпня 1991 року Верховною Радою Латвійської Республіки, як добровільна громадська організація самооборони. Вона веде свою історію від довоєнної організації Айзсарги. Це найчисельніший компонент у структурі національних збройних сил. Національна гвардія завжди відігравала ключову роль у системі національної оборони бо включала громадськість в процес оборони краю. Частина батальйонів Національної гвардії була перетворена на резервні сили швидкого реагування, які можуть бути негайно розгорнуті для участі в міжнародних операціях.
Молодіжна організація Національної гвардії, Молода гвардія (латис. Latvijas Republikas Jaunsardze, JS), була створена в 1992 році. Це найбільша молодіжна організація в Латвії, яка об'єднує молодих людей віком від 12 до 18 років.
Авіаційний компонент Національної гвардії було створено в 1993 році, на матеріальній базі легкої авіації та військових планерів колишнього радянського ДТСААФ. Від 2000 року авіаційний компонент було передано до складу Повітряних сил.

## Завдання
Основним завданням Національної гвардії є підтримка регулярних підрозділів сухопутних військ через захис національної території в разі військової загрози та виконання бойової підтримки та бойового забезпечення Національних збройних сил. В той же час, Національна гвардія має продовжувати забезпечувати підтримку в подоланні надзвичайних ситуацій, забезпеченні громадського порядку Латвійською Національною поліцією та охорона стратегічних об'єктів.
Основними завданнями Національної гвардії є:
- Забезпечення бойової та мобілізаційної готовності свої підозділів;
- Забезпечення правової та військової підготовки для солдатів Національної гвардії;

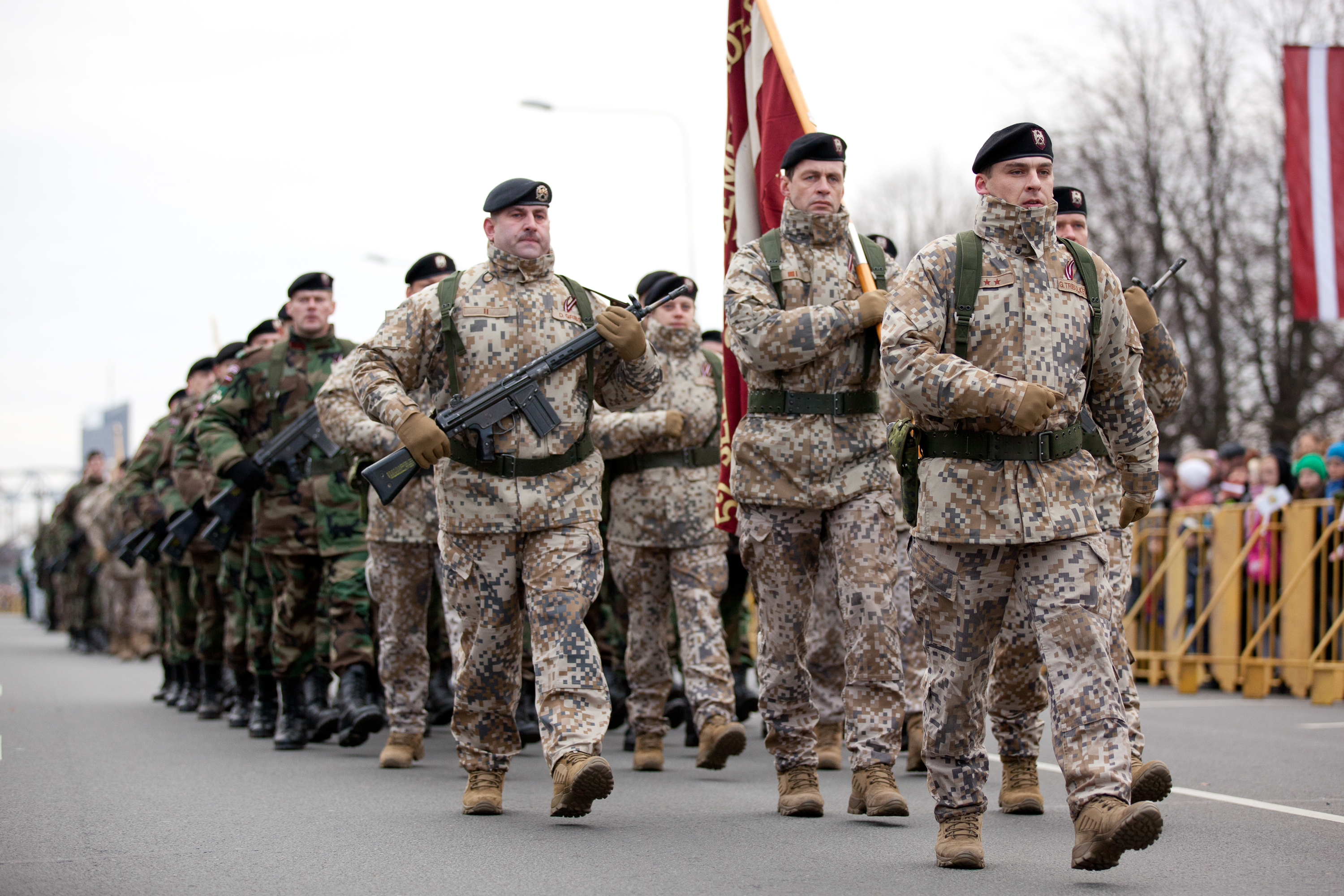
Національна гвардія під час параду

- Підтримка громадського порядку.

## Структура
(станом на 1 жовтня 2016:)
Штаб (Рига)
- Підрозділ кібернетичного захисту (Рига)
- Спеціальни батальйон підтримки психологічних операцій (Валміера)
- Спілка ветеранів (Рига)
- Центральний оркестр національної гвардії (Рига)

2-га бригада (штаб Рига):
- NG Студентський батальйон (Рига)
- NG 17-й зенітний дивізіон (Рига)
- NG 19-й батальйон логістики (Рига)
- NG 22-й піхотний батальйон (Валміера)
- NG 27-й піхотний батальйон (Цесіс)
- NG 54-й інженерний батальйон (Огре)

3-тя бригада (штаб Резекне):
- NG 25-й піхотний батальйон (Гулбене)
- NG 31-й батальйон РХБ захисту (Алуксне)
- NG 32-й піхотний батальйон (Резекне)
- NG 34-й артилерійський дивізіон (Даугавпілс)
- NG 35-й батальйон логістики (Прейлі)
- NG 55-й піхотний батальйон (Айзкраукле)
- NG 56-й піхотний батальйон (Єкабпілс)

4-та бригада (штаб Лієпая):
- NG 44-й піхотний батальйон (Лієпая)
- NG 46-й піхотний батальйон (Вентспілс)
- NG 51-й піхотний батальйон (Добеле)
- NG 52-й піхотний батальйон (Єлгава)
- NG 45-й батальйон логістики (Кулдіга)

## Кооперація
Національна гвардія має тісну кооперацію з подібними організаціями закордоном — Національною гвардією Мічигану США, Резервом армії Австралії, Резервом армії Великої Британії, та організаціями територіальної оборони Данії, Швеції, Норвегії, Литви та Естонії.

## Командування
- бригадний генерал Айнас Озолінс